# 現代詩ラ・メール
『現代詩ラ・メール』（げんだいしラ・メール）は、1983年に創刊された、女性のための詩誌。季刊。1993年に終刊。

## 概要
1983年（昭和58年）、新川和江と吉原幸子のふたりの詩人を編集人として思潮社から創刊。「女性詩の系譜」を縦糸に、「あらゆる分野の女性アーティスト」を横糸にして一枚の布を織るというコンセプトのもと、「すべての生きもののふるさと」としてフランス語のラ・メール（海）を誌名とする。編集には詩人の白石かずこ、新藤涼子、高橋順子、小柳玲子らも名を連ねた。
21号からは思潮社から独立し、書肆水族館（しょしすいぞくかん）発行となるが、1990年頃からの吉原の病により『どちらかが倒れたら辞める』という独立時の約束に従って1993年（平成5年）の通巻40号をもって終刊となった。
全盛期には定期購読の会員が1300人を突破した。なお、全期間を通して発売元は思潮社であり、一般の書店で販売された。
創刊から40年経った2023年、当時の編集者による回顧録『現代詩ラ・メールがあった頃 1983.7.1 ― 1993.4.1』が刊行された。

## 全号一覧
（特集/吉原幸子との対談）31, 38〜40号は対談はなし。

### 思潮社発行 1983〜1988
- 1983年夏 創刊号（女性詩・水平線/大庭みな子）
- 1983年秋 2号（女・果実 詩歌展/岸田今日子）
- 1984年冬 3号（現代の相聞歌/田辺聖子）
- 1984年春 4号（家へのアプローチ/山崎ハコ）
- 1984年夏 5号（海外女性詩・水平線/佐多稲子）
- 1984年秋 6号（身体/ヨネヤマママコ）
- 1985年秋 7号（近未来・遠未来/瀬戸内寂聴）
- 1985年春 8号（少女たち/如月小春）
- 1985年夏 9号（真夏の夜の夢/三枝和子）
- 1985年秋 10号（女たちの映像/高野悦子）
- 1986年冬 11号（全国同人誌・水平線/デニス・レヴァトフ Denise Levertov、水田宗子）
- 1986年春 12号（女の中の鬼/馬場あき子）
- 1986年夏 13号（女たちの日本語/丸木俊）
- 1986年秋 14号（性はどのように表現されたか/茨木のり子）
- 1987年冬 15号（父よ！/干刈あがた）
- 1987年春 16号（全国同人誌・水平線1987/宮城まり子）
- 1987年夏 17号（街へ—何が見えるか/岸田理生）
- 1987年秋 18号（幸福の尺度/江波杏子）
- 1988年冬 19号（メルヘン/立原えりか）
- 1988年春 20号（手紙詩/尾崎左永子）

### 書肆水族館発行 1988〜1993
- 1988年夏 21号（女と男/宮迫千鶴、戸川純）
- 1988年秋 22号（アジアの女性詩/石井好子）
- 1989年冬 23号（スポーツ/長田渚左）
- 1989年春 24号（新鋭同人詩誌展/加藤幸子）
- 1989年夏 25号（怪談/俵万智）
- 1989年秋 26号（童謡/波瀬満子）
- 1990年冬 27号（料理/やまだ紫）
- 1990年春 28号（狂気/吉田加南子、柴田千秋）
- 1990年夏 29号（同人誌秀作展/工藤直子）
- 1990年秋 30号（わたしの詩論/山本道子）
- 1991年冬 31号（資料・女性詩の中の戦後）
- 1991年春 32号（愛について/佐野洋子+谷川俊太郎）
- 1991年夏 33号（仮面/増井光子）
- 1991年秋 34号（新鋭作品展/石内都）
- 1992年冬 35号（こども/石井桃子）
- 1992年春 36号（ミステリー/戸川昌子）
- 1992年夏 37号（男に/平田俊子）
- 1992年秋 38号（全国同人誌・水平線1992）
- 1993年冬 39号（20世紀女性詩選）
- 1993年春 40号（はばたく詩人たち）

## 詩作以外の主な連載
- 夢無と冬子の悪夢 - 山本道子 1-12号
- 樹のうえで猫がみている - やまだ紫 1-18, 20-28, 30, 32-38号
- マイライフ・マイソング - 谷山浩子 9-15, 17-19号
- ミッシング・リンク・ステーション - 白石かずこ 17-29, 31-36, 38号

## ラ・メール賞

### ラ・メール新人賞
- 1984年 第1回 鈴木ユリイカ
- 1985年 第2回 中本道代
- 1986年 第3回 笠間由紀子
- 1987年 第4回 國峰照子
- 1988年 第5回 柴田千晶（柴田千秋）
- 1989年 第6回 小池昌代
- 1990年 第7回 岬多可子
- 1991年 第8回 千葉香織
- 1992年 第9回 高塚かず子
- 1993年 第10回 宮尾節子

### ラ・メール短歌賞
- 1987年 第1回 柚岡華子
- 1989年 第2回 飴本登之
- 1991年 第3回 宮崎郁子
- 1993年 第4回 中里茉莉子

### ラ・メール俳句賞
- 1988年 第1回 小津はるゑ（名取里美）
- 1990年 第2回 高浦銘子
- 1992年 第3回 松本有宙

## 関連図書
- 女を生きる女たち - 吉原幸子対談集 思潮社, 1985年（大庭みな子／岸田今日子／田辺聖子／山崎ハコ／佐多稲子／ヨネヤマママコ／瀬戸内寂聴／如月小春）
- 今をはばたく女たち - 吉原幸子対談集 思潮社, 1988年（三枝和子／高野悦子／馬場あき子／丸木俊／茨木のり子／干刈あがた／宮城まり子）